# Fernando González Ollé
Fernando González Ollé (Madrid, 4 de febrero de 1929-Pamplona, 18 de mayo de 2025) fue un lingüista, escritor e investigador español. Catedrático de Historia de la Lengua española en la Universidad de Navarra y académico correspondiente de la Real Academia Española. Reconocido internacionalmente en el ámbito de la Filología hispánica por su obra científica sobre la lengua española.

## Biografía

### Formación y trayectoria académica
Cursó Filología Románica, en la Universidad de Madrid, donde obtuvo la licenciatura y el doctorado con Premio extraordinario en ambos grados. Estudió, entre otros profesores, con Ballesteros Beretta, Fernández-Galiano, Rodríguez Adrados, Díaz y Díaz, Lapesa (director de su tesis), Dámaso Alonso, Balbín, García de Diego y Entrambasaguas. 
Fue profesor ayudante  en la misma universidad y catedrático en las Universidades de Murcia (Lingüística general y Crítica literaria, 1966), Granada (Historia de la lengua española, 1970) y Navarra. Ha ejercido también la docencia en universidades españolas, hispanoamericanas y en Japón. Obtuvo un diplomado en Bibliografía por el International Institute of Bibliography, de Boston.
Ha colaborado en el Seminario de Lexicografía de la Real Academia Española.

### Producción científica
Sus estudios de carácter lingüístico se ocupan tanto de la historia interna de la lengua española como de la externa. Entre sus estudios de orientación dialectal o sociolingüistica —se ocupó del aragonés, del asturiano y del andaluz—, su aportación más innovadora fue la delimitación y caraterización del habla románica en Navarra, durante la Edad Media.
En otros artículos, González Ollé se ocupó de los primigerios estratos lingüísticos correspondientes a los territorios del País Vasco y Navarra. Estudió, concretamente en el espacio geográfico navarro la presencia del latín, cuna del dialecto navarro.
Entre sus publicaciones, pueden destacarse algunas:
- "El habla de La Bureba", Nueva Revista de Filología Hispánica, vol. XIX (1964), pp. 430-431.[6]
- Lengua y estilo en Las Abidas de Jerónimo Arbolanche (1967).[7]
- Textos para el estudio del español coloquial. Introducción y selección. Pamplona, Eunsa, 1967, 117 (Varias ediciones) ISBN 9788431301118
- "El romance navarro", Revista de Filología Española, vol. LIII, núm. 1 (1970), pp. 45-93.[8] Este estudio cambió la imagen lingüística de la Navarra medieval.[5]
- Jerónimo Arbolanche, Las Abidas. Edición, estudio, vocabulario y notas. Madrid, Consejo Superior de Investigaciones Científicas, 1969-1972, 2 volúmenes, colección "Clásicos hispánicos".[7]
- Introducción a la historia literaria de Navarra. Pamplona, Institución Príncipe de Viana, 1989, 207 pp. ISBN 9788423508528.[7]
- "Vidal Mayor, texto idiomáticamente navarro", Revista de Filología Española, vol LXXXIV, núm. 2 (2004).[9][10]
- Continuidad histórica ininterrumpida de la forma -ra indicativo. Tradiciones discursivas y sintaxis. Pamplona, Eunsa, 2012. 148 pp. ISBN 9788431328733
- La Real Academia Española en su primer siglo. Madrid, Arco-Libros, 2014. 295 pp. ISBN 9788476358900
- "Vascones y vascuence. Historia (para romanistas) de una relación". Revista Iberoamericana de Lingüística: RIL, núm. 11, 2016, pp. 35-172. Universidad de Texas, ISSN 1887-407X.
- Del latín al vascuence pasando por el navarro: sobre los topónimos navarros terminados en -aín (2019).[7]

## Asociaciones a las que pertenece o ha pertenecido
- Promotor del Instituto de Lengua y Cultura Españolas para extranjeros, en la Universidad de Navarra.[11]
- Miembro fundador de la Asociación de Historia de la Lengua Española y vocal de ella en diversos períodos.
- Miembro del Consejo asesor de la Revista Historia de la Lengua Española.
- Académico correspondiente de la Real Academia Española[12] (1985) y de la Real Academia de Bellas Artes y Ciencias Históricas de Toledo[13] (1990).
- Miembro de Honor de la Asociación de Profesores de Español (17.IV.99).

## Premios y reconocimientos
Entre otros, González Ollé ha recibido los siguientes premios y reconocimientos:
- Premio Menéndez Pelayo, del Consejo Superior de Investigaciones Científicas (1959).[14]
- Premio Rivadeneira, de investigación, de la Real Academia Española (1960[15] y 1963[16]), por sendos libros.
- Gran Cruz de Alfonso X el Sabio (Real Decreto de 25.VI.1999).[17]